# 葛宝丰
葛宝丰（1922年12月26日—2014年7月10日），河北乐亭人，中国骨外科学专家，中国工程院院士。

## 生平
1945年毕业于国立中正医学院。1999年当选为中国工程院院士。